# Oost-Thracië

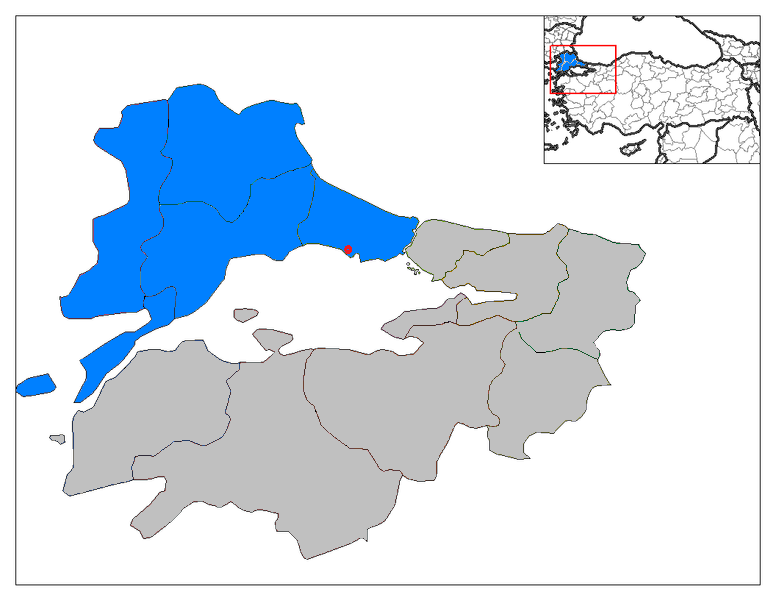
Oost-Thracië

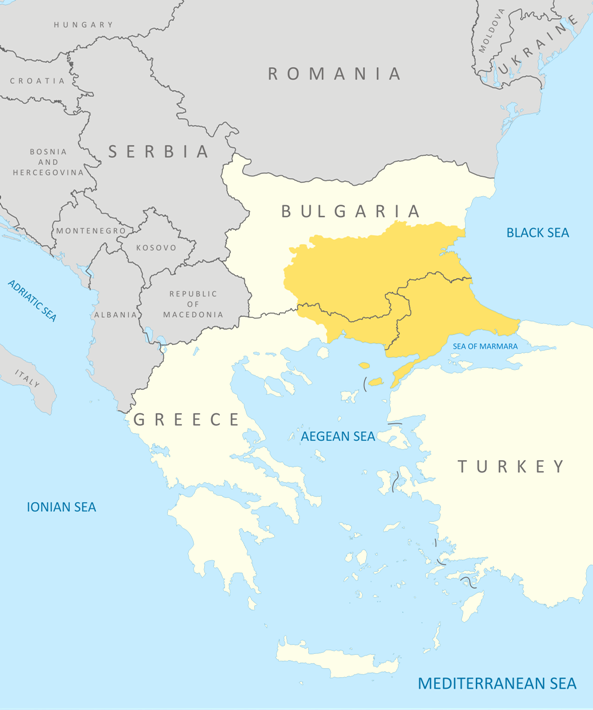
Grenzen van Thracië over de huidige landsgrenzen

Oost-Thracië (Bulgaars: Източна Тракия, Iztochna Trakiya of Одринска Тракия, Odrinska Trakiya; Grieks: Ανατολική Θράκη, Anatoliki Thraki) of Turks-Thracië (Turks: Trakya) beslaat dat deel van de moderne republiek Turkije dat zich geografisch gezien binnen Europa bevindt, het beslaat tegelijk het volledige oostelijke deel van de historische regio Thracië. De regio wordt ook wel Europees-Turkije genoemd. De Bosporus, Zee van Marmara en de Dardanellen scheiden Europa en Azië, en scheiden daarmee ook Europees-Turkije en Aziatisch-Turkije. Ongeveer drie procent van Turkije ligt in Europa. Het gebied beslaat 23.764 km² en heeft bijna 10 miljoen inwoners.
Istanboel, de grootste stad van Turkije, ligt deels in Europa en deels in Azië.
Oost-Thracië in Turkije wordt nu voornamelijk bevolkt door Anatolische Turken die zijn gevestigd door de Settlement Act (İskân Kanunu) van 1934 en hun nakomelingen Balkan-Turken, de Gadschalen (moslim Gagaoezen), Pomaken, evenals islamitische Roma in Turkije die zichzelf Romanlar noemen, bewoond. Moslims hervestigd vanuit Griekenland tijdens de bevolkingsuitwisseling tussen Griekenland en Turkije en Krim-Tataren uit Krim.

## Provincies
De regio beslaat de drie provincies Edirne, Kırklareli en Tekirdağ, en het Europese deel van de provincies Istanboel en Çanakkale. Istanboel, het schiereiland Gallipoli en het eiland Gökçeada worden door de huidige Turkse bevolking veelal niet meer tot Thracië gerekend.
| Provincie                                                           | Oppervlakte (km²)                                                   | Inwoneraantal (census 2008)                                         | Bevolkingsdichtheid (per km²)                                       |
| Provincies in het voormalige vilajet (Ottomaanse provincie) Edirne: | Provincies in het voormalige vilajet (Ottomaanse provincie) Edirne: | Provincies in het voormalige vilajet (Ottomaanse provincie) Edirne: | Provincies in het voormalige vilajet (Ottomaanse provincie) Edirne: |
| ------------------------------------------------------------------- | ------------------------------------------------------------------- | ------------------------------------------------------------------- | ------------------------------------------------------------------- |
| Edirne                                                              | 6.279                                                               | 394.644                                                             | 62,8                                                                |
| Kırklareli                                                          | 6.550                                                               | 336.942                                                             | 51,4                                                                |
| Tekirdağ                                                            | 6.218                                                               | 770.772                                                             | 123,9                                                               |
| Subtotaal                                                           | 19.047                                                              | 1.502.358                                                           | 78,8                                                                |
| Istanboel (Europees deel)                                           | 3.421                                                               | 8.232.849                                                           | 2406,5                                                              |
| Çanakkale (Europees deel)                                           | 1.296                                                               | 64.268                                                              | 49,5                                                                |
| Totaal                                                              | 23.764                                                              | 9.799.745                                                           | 412,4                                                               |